# 기관갈림
기관갈림(carina, tracheal bifurcation) 또는 기관분기부(氣管分岐部), 기관용골(氣管龍骨)은 기관이 두 개의 기관지로 갈라지는 부분이다.

## 구조
기관갈림은 기관의 아래쪽 끝, 보통 넷째나 다섯째 등뼈 높이에 위치한다. 복장뼈각과 같은 높이에 있으나 호흡 중에 기관갈림이 등뼈 두 개 높이만큼 상승하거나 하강할 수 있다. 정중선보다 약간 오른쪽에 있으며 진행 방향은 앞쪽에서 뒤쪽으로 간다.
기관지동맥이 기관갈림과 기관 아래쪽에 혈액을 공급한다.
기관갈림은 대동맥활이 기관 왼쪽으로 가로지르는 부분 뒤쪽에 위치한다. 홀정맥은 기관갈림 위쪽에서 기관 오른쪽으로 지나간다.

## 임상적 중요성
오른쪽 기관지가 거의 수직 방향으로 똑바로 주행하는 것에 반해 왼쪽 기관지는 더 비스듬하게, 수평에 가깝게 기관갈림에서 갈라진다. 따라서 기관으로 떨어진 이물질은 오른쪽 기관지로 들어갈 가능성이 높다.
기관갈림의 점막은 기침반사를 일으키는 기관과 후두의 가장 민감한 영역이다.
기관갈림이 넓어지고 뒤틀리는 것은 보통 기관갈림 주변의 림프절에 암종이 있다는 것을 시사하는 소견이기 때문에 심각하게 여겨진다.
기도에 생기는 손상인 기관기관지손상의 60%는 기관갈림 주변의 2.5cm 가량에서 생긴다.

## 추가 이미지

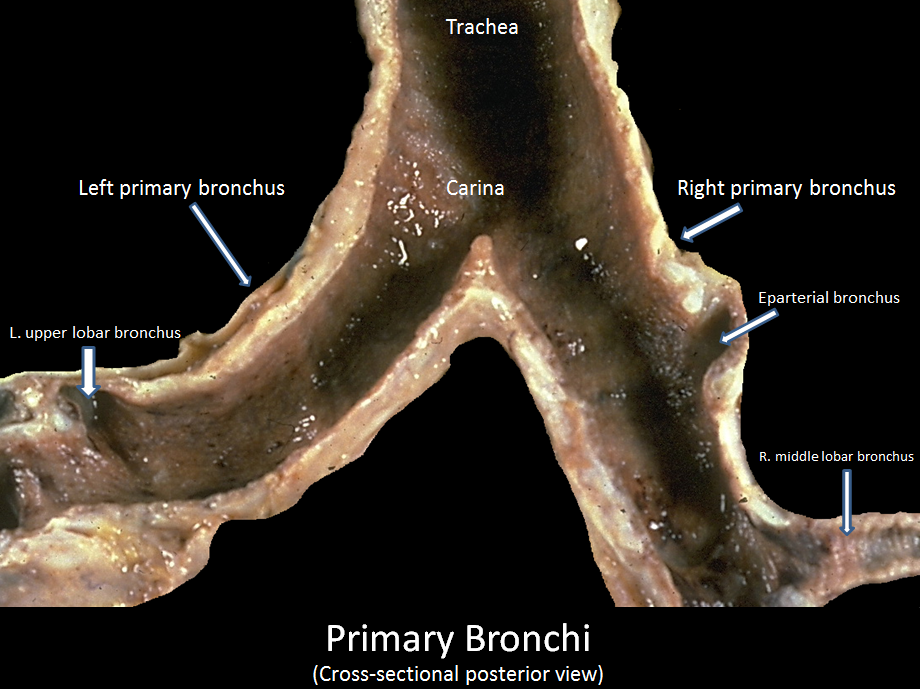
기관과 주기관지를 해부하여 기관갈림을 보이게 한 모습
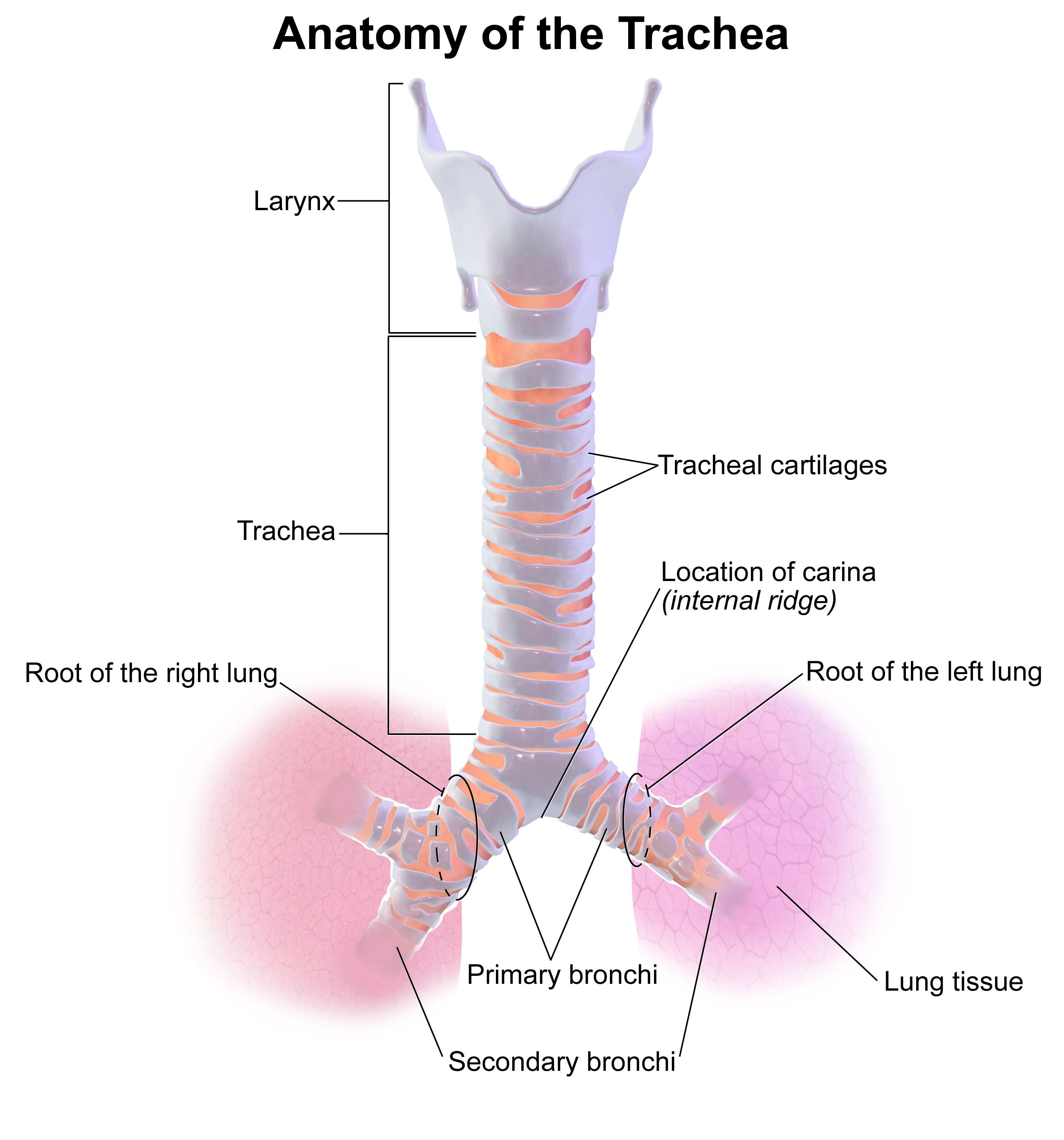
기관의 해부학

## 참고 문헌
이 문서는 다음을 포함합니다: 퍼블릭 도메인 자료 - 미국 국립암연구소 문서 "Dictionary of Cancer Terms".
1. 1 2  Fernandez, Luis G.; Norwood, Scott H.; Berne, John D. (2008년 1월 1일),  Asensio, JUAN A.; Trunkey, DONALD D., 편집., “Tracheal, Laryngeal, and Oropharyngeal Injuries”, 《Current Therapy of Trauma and Surgical Critical Care》 (영어) (Philadelphia: Mosby), 215–226쪽, doi:10.1016/b978-0-323-04418-9.50036-9, ISBN 978-0-323-04418-9, 2020년 11월 17일에 확인함
2. ↑  Reynolds, Susan D.; Pinkerton, Kent E.; Mariassy, Andrew T. (2015년 1월 1일),  Parent, Richard A., 편집., “Chapter 6 - Epithelial Cells of Trachea and Bronchi”, 《Comparative Biology of the Normal Lung (Second Edition)》 (영어) (San Diego: Academic Press), 61–81쪽, doi:10.1016/b978-0-12-404577-4.00006-0, ISBN 978-0-12-404577-4, 2020년 11월 17일에 확인함
3. 1 2  Schipper, Paul; Sukumar, Mithran; Mayberry, John C. (2008년 1월 1일),  Asensio, JUAN A.; Trunkey, DONALD D., 편집., “Pertinent Surgical Anatomy of the Thorax and Mediastinum”, 《Current Therapy of Trauma and Surgical Critical Care》 (영어) (Philadelphia: Mosby), 227–251쪽, doi:10.1016/b978-0-323-04418-9.50037-0, ISBN 978-0-323-04418-9, 2020년 11월 17일에 확인함
4. 1 2  Drevet, Gabrielle; Conti, Massimo; Deslauriers, Jean (2016년 3월). “Surgical anatomy of the tracheobronchial tree”. 《Journal of Thoracic Disease》 8 (Suppl 2): S121–S129. doi:10.3978/j.issn.2072-1439.2016.01.69. ISSN 2072-1439. PMC 4775257. PMID 26981262.
5. ↑  Acocella, F.; Brizzola, S. (2011년 1월 1일),  Bosworth, Lucy A.; Downes, Sandra, 편집., “12 - Tracheal tissue regeneration”, 《Electrospinning for Tissue Regeneration》, Woodhead Publishing Series in Biomaterials (영어) (Woodhead Publishing), 242–279쪽, doi:10.1533/9780857092915.2.242, ISBN 978-1-84569-741-9, 2020년 11월 17일에 확인함
6. ↑  Hardie, E. (2014년 1월 1일),  Langley-Hobbs, Sorrel J.; Demetriou, Jackie L.; Ladlow, Jane F., 편집., “Chapter 46 - Trachea and bronchus”, 《Feline Soft Tissue and General Surgery》 (영어) (W.B. Saunders), 531–540쪽, doi:10.1016/b978-0-7020-4336-9.00046-9, ISBN 978-0-7020-4336-9, 2020년 11월 17일에 확인함
7. ↑  Kumar, Sudesh; Al-Abri, Rashid; Sharma, Ashok; Al-Kindi, Hussain; Mishra, P (2010년 10월). “Management of Pediatric Tracheo Bronchial Foreign Body Aspiration”. 《Oman Medical Journal》 25 (4): e019. doi:10.5001/omj.2010.99. ISSN 1999-768X. PMC 5556322. PMID 28845222.
8. ↑  Chu CP, Chen PP (April 2002). “Tracheobronchial injury secondary to blunt chest trauma: Diagnosis and management”. 《Anaesth Intensive Care》 30 (2): 145–52. doi:10.1177/0310057X0203000204. PMID 12002920.